# 范家镇
范家镇，是中华人民共和国陕西省渭南市大荔县下辖的一个乡镇级行政单位。

## 行政区划
范家镇下辖以下地区：
范家村、雷北村、店干村、南岐村、结草村、加西村、南干村、福佑村、雷南村、南乌牛村、北乌牛村、营西村、西寺子村、北岐村、井庄村、东寺子村、建龙村、北干村、上辛村、华原村、金水村、裕西村、辛村、加北村、加南村、营北村、营南村和下辛村。